# DeMi
DeMi (acronyme de Deformable Mirror Demonstration Mission) est un nano-satellite expérimental américain de format CubeSat 6U développé par le Massachusetts Institute of Technology (MIT) pour le compte de l'agence de recherche spatiale militaire, la DARPA. Le satellite doit tester un système d'optique active reposant sur des MEMS. Il est lancé le 15 février 2020 par une fusée Antares 230+ à bord du vaisseau cargo NG-13 (en).

## Objectifs de la mission
L'objectif de la mission DeMI est de valider dans l'espace l'utilisation d'un télescope comportant un miroir déformable utilisant des MEMS. L'optique active doit permettre de contrebalancer les déformations du miroir découlant des variations thermiques et des imperfections de l'optique. Les applications vont de la réduction du coût des optiques utilisées dans le domaine spatial, les communications inter-satellites, la détection d'exoplanètes de la taille de la Terre qui nécessite un contraste de 10-10 et d'autres applications militaires. La mission doit permettre de faire passer le niveau de maturité technologique (TRL, échelle NASA) du miroir déformable utilisant des vérins de type MEMS de 6 à au moins 7 et celui du système de mesure du front d'ondes et de génération des commandes de correction de 5 à 7,.

## Caractéristiques techniques
DeMi est un nano-satellite de format CubeSat 6U. Ce format normalisé utilisé couramment pour les satellites de très petite taille limite les dimensions du satellite au lancement à 10 × 20 × 30 cm (soit six cubes de 10 centimètres de côté) et sa masse est d'environ 12 kg. Le CubeSat réutilise un certain nombre d'équipements acquis sur étagère et dans certains cas adaptés à la mission. Pour remplir celle-ci, le satellite est stabilisé 3 axes à l'aide d'un système de Blue Canyon Technologies acquis sur étagère. Celui-ci comprend un viseur d'étoiles, une centrale à inertie, des roues de réaction, des capteurs solaires et des magnéto-coupleurs. La précision de pointage obtenue est de 10 secondes d'arc. Les panneaux solaires sont déployés en orbite. Les télécommunications sont réalisées à l'aide de l'émetteur récepteur Cadet U développé par le JPL. Le débit de cet émetteur, qui fonctionne en bande X, est de 1 mégabit/s sur la liaison descendante et de 32 kilobits par seconde sur la liaison ascendante. Le système de gestion bord qui inclut la correction du miroir déformable est pris en charge par deux ordinateurs Raspberry Pi Compute Module 3. La plateforme est fournie par la société Blue Canyon Technologies. Aurora Flight Sciences (en), filiale de Boeing, gère le projet et assure l'intégration des composants.

## Charge utile
La charge utile de DeMI est constituée par un télescope ayant une ouverture de 50,8 mm qui renvoie l'image sur un miroir déformable comportant 140 micro-vérins de type MEMS. Un analyseur de front d'onde de type Shack-Hartmann analyse l'image, détermine sa déformation et envoie en retour des commandes au micros-vérins qui corrigent la forme du miroir déformable. Le rayonnement incident est réfléchi par deux miroirs avant d'atteindre le miroir déformable. Le rayonnement réfléchi par ce dernier est scindé en deux et envoyé d'une part vers une caméra CMOS, d'autre part vers l'analyseur de front d'onde.

## Lancement
DeMI doit initialement être lancé vers 2019 et placé sur une orbite terrestre basse à une altitude de 500 km et une inclinaison intermédiaire. Il est finalement lancé le 15 février 2020 par une fusée Antares 230+ à bord du vaisseau cargo NG-13 (en). Il est ensuite éjecté de la Station spatiale internationale le 13 juillet 2020 sur une orbite terrestre basse inclinée à 51° et à une altitude moyenne de 423 km.

## Déroulement de la mission
Prévu pour fonctionner six mois, DeMI reste opérationnel jusqu'au 8 mars 2022, soit 19 mois, date de sa rentrée dans l'atmosphère. La mission fait passer le niveau de maturité technologique du miroir déformable utilisant des vérins de type MEMS et du système de mesure du front d'ondes et de génération des commandes de correction de 5 à 9,.